# أدولف شرايبر
أدولف شرايبر (بالألمانية: Adolf Schreiber)‏ هو دراج ليختنشتاني، ولد في 31 أغسطس 1913 في شان في ليختنشتاين، وتوفي في 20 أغسطس 1983 في تريسين في ليختنشتاين.

## وصلات خارجية
- أدولف شرايبر على موقع أرشيف الدراجات (الإنجليزية)
- أدولف شرايبر على موقع إحصائيات الدراجات الإحترافية (الإنجليزية)
- أدولف شرايبر على موقع أوليمبيديا (الإنجليزية)